# Валуев, Григорий Леонтьевич
Григо́рий Лео́нтьевич Валу́ев (Волу́ев) (? — 1626 г.) — сын боярский, думный дворянин, русский воевода XVII века, сын воеводы Леонтия Григорьевича Валуева. Представитель дворянского рода Валуевых.

## Биография
Участник заговора против Лжедмитрия I с целью его свержения. Принято считать, что именно его рукой был застрелен самозванец после долгих допросов и побоев со стороны заговорщиков. Служил царю Василию Шуйскому. Отличился при подавлении восстания под руководством Ивана Болотникова. В мае 1607 года служил сотенным головой в составе армии воеводы Бориса Татева. Принимал участие в неудачном бою у села Пчельня, затем защищал Бобриковскую засеку. Летом 1607 года участвовал в осаде царской армией Тулы, командуя артиллерией. В мае 1608 года во время битвы с Лжедмитрием II под Болховом Григорий Валуев командовал артиллерией. В 1609—1610 годах Григорий Валуев сражался под командованием князя Михаила Скопина-Шуйского против польско-литовских интервентов и сторонников Тушинского вора. В августе 1609 года участвовал в битве с сапежинцами под Калязиным, затем во взятии Александровской Слободы. Был послан в Переяславль-Залесский и выбил из него тушинцев. Зимой 1610 года в составе войска Скопина-Шуйского отряд Григория Валуева (500 бойцов) помог снять Троицкую осаду. 
В мае 1610 года по царскому указу воевода Григорий Валуев и шведский офицер Пётр Делавиль с русско-шведским отрядом выступили Из Москвы в поход на Иосифо-Волоцкий монастырь, где находился польско-казацкий отряд (около двух тыс. чел.) под командованием пана Руцкого. При приближении русско-шведского отряда пан Руцкой стал отступать, но по дороге был разгромлен Валуевым: «… послыша Руцкой государевых людей, пошел из Осифова монастыря ночью со всеми людьми. И воевода Григорей Волуев дождался на дороге, и Руцкого пана побил, и живых многих поимал панов» . Во время боя был освобожден из плена митрополит ростовский Филарет Романов вместе с некоторыми другими знатными пленниками.
Затем Григорий Валуев был назначен вторым воеводой в крепость Царево-Займище, став заместителем (товарищем) князя Фёдора Андреевича Елецкого. Воеводы Ф. А. Елецкий и Г. Л. Валуев во главе 6-тысячного передового отряда (авангарда) были отправлены из Москвы в Царево-Займище, где укрепились. 14 июня польский полководец Станислав Жолкевский атаковал Валуева и Елецкого в острожке (см. Битва под Царёвым-Займище), но не смог взять его и распорядился блокировать их. Елецкий и Валуев обратились за помощью к главному воеводе, боярину князю Дмитрию Ивановичу Шуйскому, который во главе 40-тысячной русской армии выступил к ним на помощь. 24 июня в битве под Клушином небольшое польско-литовское войско наголову разгромило превосходящие силы русской армии. 25 июня Станислав Жолкевский прибыл под Царево-Займище и потребовал от местных воевод добровольной капитуляции. Воеводы Ф. А. Елецкий и Г. Л. Валуев вначале отказались сдаться, но затем были вынуждены присягнуть на верность польскому королевичу Владиславу на условии нерушимости границ. Польский главнокомандующий Станислав Жолкевский высоко оценил способности Г. Л. Валуева: «отправил к его величеству королю под Смоленск со своими послами воеводу князя Елецкого, который знатностью происхождения превосходил Волуева, но не мог сравняться с ним умом и опытностью в делах, почему гетман и оставил его при себе». Валуев принял участие в походе на Москву и стал одним из главных советников гетмана.
Во время Семибоярщины (1610—1612) Григорий Леонтьевич Валуев занимал пропольскую позицию. По протекции польского гетмана боярское правительство назначило Г. Л. Валуева воеводой в Псков. В сентябре 1610 года был назначен на воеводство в Великие Луки, где отразил нападением казацкого атамана Андрея Просовецкого, лояльного Лжедмитрию II. После изгнания поляков из Кремля служил царю Михаилу Романову.
В ноябре 1614 года Григорий Валуев сопровождал из Вологды в Москву царскую казну и английского посла. В 1615 году Григорий Валуев был назначен вторым воеводой в Вологду, став товарищем (заместителем) князя Михаила Григорьевича Темкина-Ростовского. Участвовал в подавлении восстания Баловня на Вологодчине.
В 1617-1618 годах воевода Григорий Валуев участвовал в военных действиях против польского королевича Владислава. Польско-литовские войска захватили города Дорогобуж, Вязьму, Мещовск и Козельск. Королевич Владислав с главными силами осадили Можайск, на помощь которому царь Михаил Фёдорович прислал войско под командованием князя Бориса Лыкова-Оболенского и Григория Валуева. Вскоре к ним на помощь прибыла вторая рать под предводительством князей Дмитрия Мамстрюковича Черкасского и Василия Петровича Черкасского. Между русскими и поляками произошли ожесточенные бои под Можайском и Боровским Пафнутьевым монастырем. По царскому указу князья Дмитрий Михайлович Пожарский и Григорий Константинович Волконский также прибыли к Можайску и помогли остальным воеводам со своими отрядами отступить к столицу. В Можайске был оставлен большой гарнизон под командованием Фёдора Васильевича Волынского. В 1617 году Г. Л. Валуев году прислан ставить острог и местничал с находившемся там головой И. П. Загостиным.
В 1619 году Григорий Леонтьевич Валуев находился на воеводстве в Ельце, затем служил воеводой в Вязьме (1621 год) и Астрахани (1623—1624 гг.). Умер 23 июня 1626 года.

## Семья
- Жена: Ульяна Степановна.
- Сын: Иван - стряпчий (1616/17), московский дворянин.
- Дочь: Марфа - замужем за князем Михаилом Ивановичем Мещерским  († 1671).
- Дочь: Татьяна - замужем за Никитой Ивановичем Карамышевым[4][10].